# Reformierter Friedhof (Erlangen)

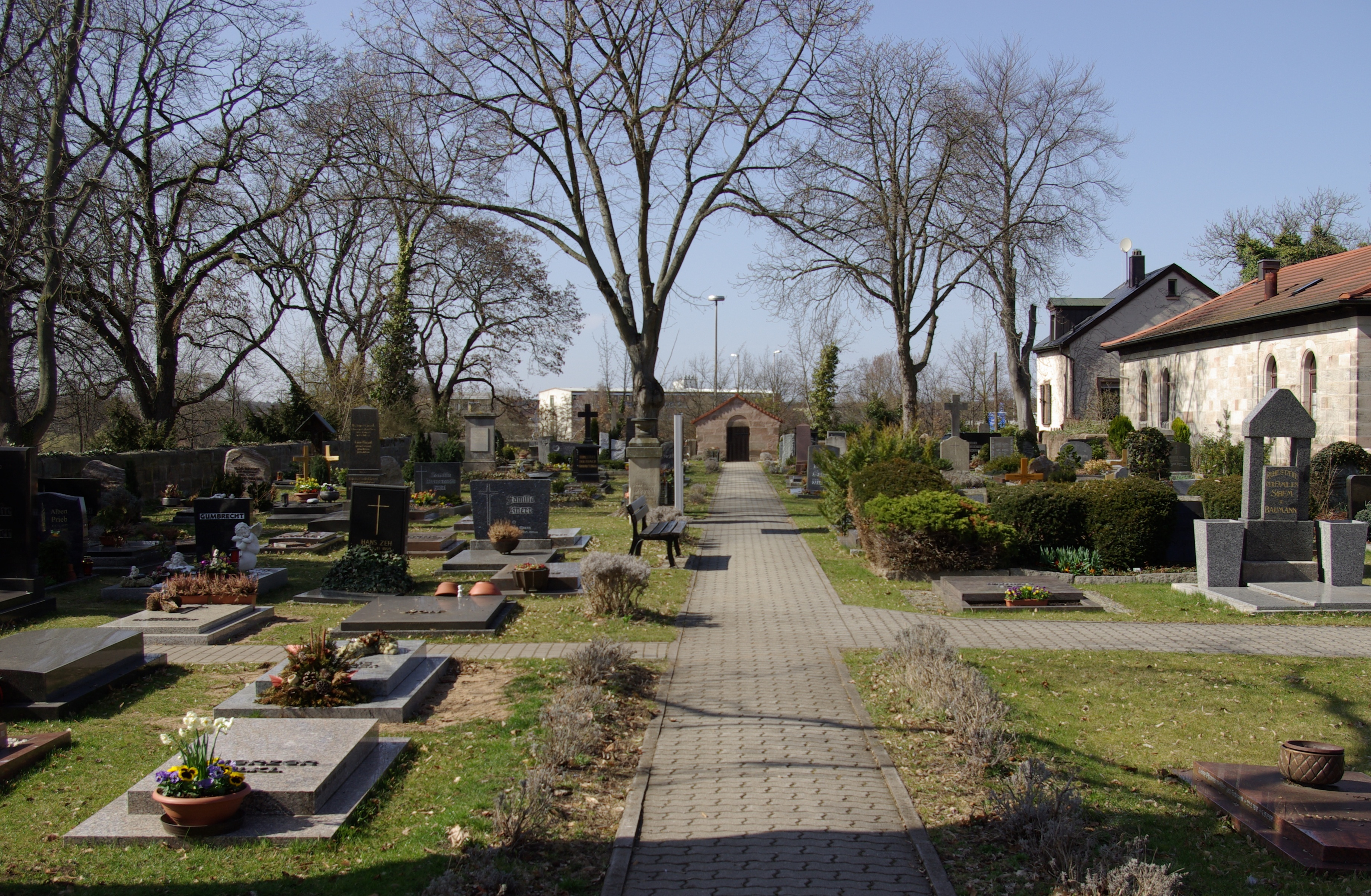
Blick über den Reformierten Friedhof, am rechten Bildrand die Aussegnungshalle des Neustädter Friedhofs

Der Reformierte Friedhof ist ein Friedhof in der mittelfränkischen Stadt Erlangen. Er ist in Besitz der örtlichen evangelisch-reformierten Kirchengemeinde, deren Zentrum die sogenannte Hugenottenkirche bildet.

## Geschichte
Der erste Friedhof der französisch-reformierten Gemeinde in der 1686 gegründeten Erlanger Neustadt wurde bereits am 5. November 1687 auf einem rund 3600 Quadratmeter großen Grundstück zwischen Schlossgarten und Oberer Karlstraße eröffnet, nachdem der Bayreuther Markgraf Christian Ernst mit einer Deklaration von 15. August 1687 den Hugenotten eigene Kirchhöfe zur Bestattung ihrer Toten zugestanden hatte. Ab 1693 durfte die deutsch-reformierte Gemeinde den Friedhof mitbenutzen. Schon 1726 drängte der Markgraf Georg Friedrich Karl wegen der Nähe zum Schlossgarten auf die Schließung des Friedhofs, was aber erst 100 Jahre später der Stadt Erlangen gelang: Am 2. April 1826 verbot der Magistrat den beiden reformierten Gemeinden jedes weitere Begräbnis auf dem Friedhof. Nach Ablauf der Ruhefrist wurde der Friedhof im Jahr 1850 geschlossen. An dessen Stelle errichtete man 1877/78 einen Neubau für das Gymnasium Fridericianum, der 1974 durch den Neubau der Universitätsbibliothek ersetzt wurde. Außerdem wurde die heutige Schuhstraße mit der Universitätsstraße verbunden.
Als Ersatz für den alten Friedhof erwarben die beiden reformierten Gemeinden von der Universität für 150 Gulden den Acker südlich des Neustädter Friedhofs und legten dort den heutigen Reformierten Friedhof an, der am 16. Oktober 1828 eröffnet wurde. Bereits 1847 war eine Erweiterung zur Äußeren Brucker Straße hin erforderlich. Die südliche Gräberseite war der französisch-reformierten Gemeinde zugeordnet, während die Nordseite der deutsch-reformierten Gemeinde vorbehalten war. Seit der Vereinigung der beiden reformierten Gemeinden im Jahr 1921 wird der Friedhof von der evangelisch-reformierten Gemeinde benutzt und verwaltet.

## Beschreibung

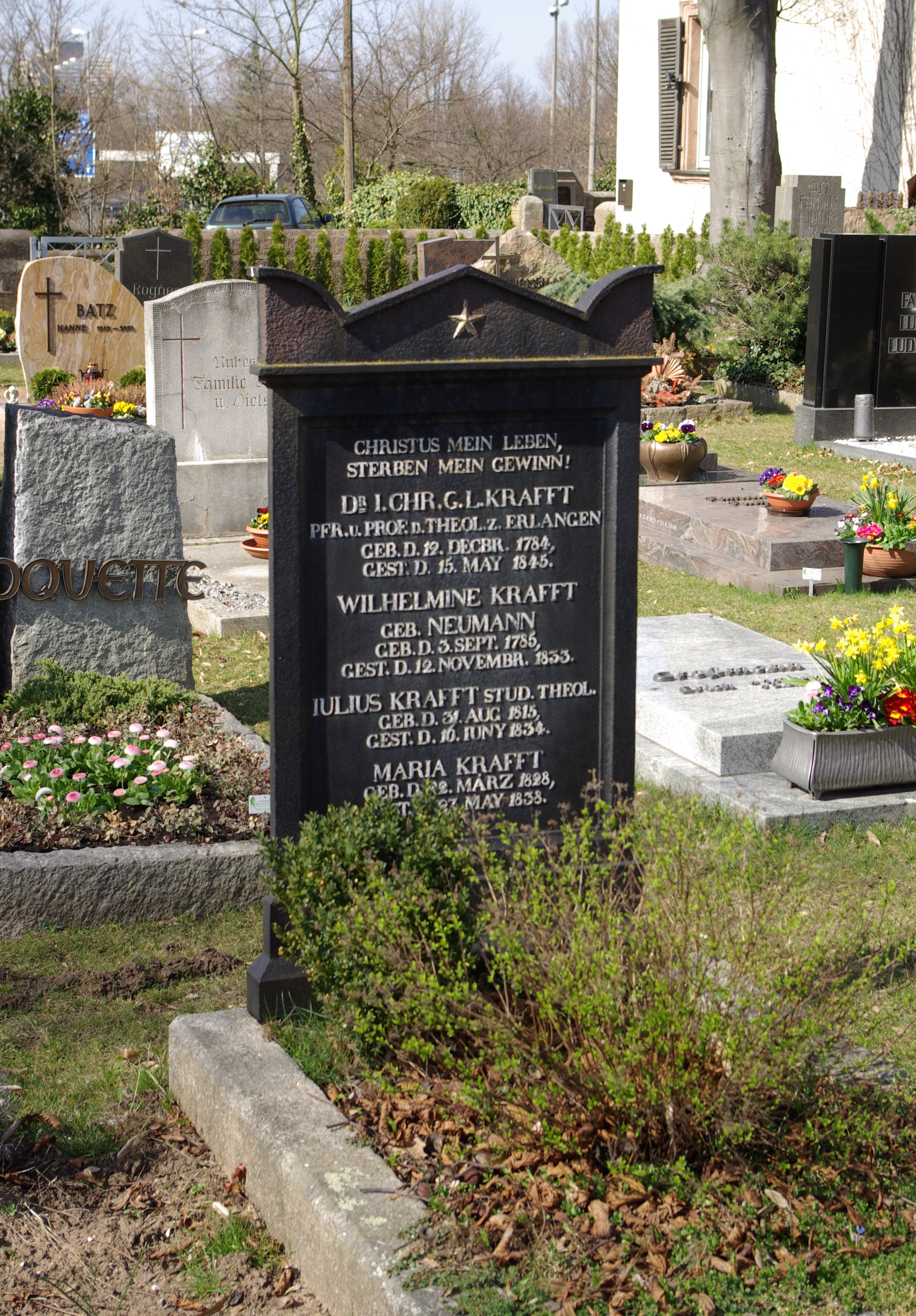
Grabstätte für den reformierten Pfarrer und Theologen Christian Krafft († 1845)

Der rund 2200 Quadratmeter (ca. 90 × 25 Meter) große Reformierte Friedhof befindet sich an der Äußeren Brucker Straße, einer wichtigen Ein- und Ausfallstraße aus der Erlanger Innenstadt in Richtung des Stadtteile Bruck und Frauenaurach sowie Herzogenaurach. In nördlicher Richtung grenzt unmittelbar der evangelisch-lutherische Neustädter Friedhof an, in südlicher Richtung der Ehrenfriedhof.
Am westlichen Ende des Friedhofs befindet sich die ehemalige Gruftkapelle, ein Sandsteinquaderbau mit Satteldach aus dem 19. Jahrhundert. Auf dem Gelände befinden sich zahlreiche sehenswerte Grabstätten aus dem 19. Jahrhundert und frühen 20. Jahrhundert. Dort ruhen einige einflussreiche Persönlichkeiten, die der evangelisch-reformierten Glaubensrichtung angehörten, darunter einige Pfarrer und Theologen wie zum Beispiel Christian Krafft († 1845) und August Ebrard († 1888), Professoren wie zum Beispiel Wilhelm Kiesselbach († 1902) und Ernst Graser († 1929) sowie der Bürgermeister Emil Fränger († 1941).